# Johann Baptist Rovelasco
Giovanni Battista Rovelasco (Lebensdaten unbekannt) war ein italienischer Kaufmann und Spekulant, der vor allem Ende des 16. Jahrhunderts von den Niederlanden und Portugal aus im Übersee-Handel von Gewürzen, Zucker etc. tätig war und größere Bedeutung erlangte.

## Leben
Über sein Leben ist wenig bekannt. Rovelasco entstammte einer Mailänder Kaufmannsfamilie, die zunächst in Mailand, sowie später in Antwerpen und in Sevilla sowohl auf eigene Rechnung tätig war, als auch im Kommissionsgeschäft für andere Händler.
Rovelasco hatte Geschäftsbeziehungen mit dem portugiesischen Königshaus. Mit Philipp I. von Portugal (= Philipp II. von Spanien) schloss er darüber einen Vertrag. Rovelasco bildete zeitweise ein Konsortium mit dem Augsburger Patrizier, Großkaufmann und Lissaboner Konsul Konrad Rott. Weitere Geschäftsbeziehungen bestanden u. a. mit den Handelshäusern Fugger, Giacomo dei Bardi & Co., Giovanni Battista Lita, sowie Giraldo (Gerhard) Paris. Als Rovelascos Handelspartner Rott 1580 Konkurs anmelden musste, übernahm Rovalasco seine Anteile. Um 1591 geriet er jedoch selbst zeitweise in Zahlungsschwierigkeiten, konnte den Bankrott offenbar jedoch abwenden.
Rovelasco war beteiligt am 1575 eingeführten „Asien-Kontrakt“ (Kontraktperiode 1586–91) und „Europa-Kontrakt“ (Kontraktperiode 1591–1593) Die Familie Rovelasco gehörte bereits 1585 zu den Hauptinteressenten des 1586 von Rovalesco (in Kooperation mit Giraldo Paris) mit der Krone abgeschlossenen „Indien-Kontraktes“, dem sich später die Welser und Fugger anschlossen.
Rovelasco besaß überseeische Handelsniederlassungen, z. B. in Goa, und beschäftigte mehrere Bedienstete (u. a. Gabriel Holzschuher, Markus Wolspunter, Felipe Magrera, Horatio Nereti, Filipo Sassetti).
J. B. Rovelásco war in der zweiten Hälfte des 16. Jahrhunderts der Bauherr und erste Bewohner eines Palastes in Lissabon. König Philipp II. von Spanien konfiszierte diesen Bau 1580, als er König auch von Portugal wurde, und verwandelte ihn zum Königlichen Palast von Alcântara (Palácio Real de Alcântara, auch als Palácio do Calvário/Kalvarienpalast bezeichnet). Der Palastbau diente bis 1662 als Sommersitz der portugiesischen Könige Johann IV. und Peter II. samt ihren Familien, Peter II. starb 1706 dort. Der Palast wurde 1755 beim großen Erdbeben von Lissabon bis auf wenige Reste zerstört. Er wurde innerhalb weniger Jahre vereinfacht wieder aufgebaut, diente als Wohnsitz verschiedener Aristokraten des Hauses Braganza, bis er 1878 vom Industriellen Eduardo Conceição e Silva erworben und später an Augusto Serra e Costa vererbt wurde. In dem Bau befindet sich heute eine Gemeinde-Videothek der Stadt Lissabon.